# HMS Prince Eugene
Le HMS Prince Eugene était l’un des huit monitors de classe Lord Clive construits pour la Royal Navy pour effectuer des bombardements côtiers pendant la Première Guerre mondiale. Le navire a été affecté à la patrouille de Douvres pendant toute la durée de la guerre et a fourni une tir de couverture à l’escadre côtière pendant le premier raid sur Ostende. Il a été vendu à la ferraille en 1921.

## Conception
La conception de la classe Lord Clive était dérivée de celle de la classe Abercrombie précédente, modifiée pour s’adapter à la batterie principale plus petite et plus légère. Les navires avaient une longueur totale de 102,3 m, une largeur maximale de 26,6 m et un tirant d'eau de 3 m. Leur déplacement était de 5940 tonnes à charge maximale. Pour améliorer la stabilité, des bulbes anti-torpilles de 15 pieds (4,6 m) ont été incorporés dans la coque. L’équipage comptait 12 officiers et 182 matelots.
Le Prince Eugene était propulsé par une paire de moteurs à vapeur à triple expansion à quatre cylindres, chacun entraînant un arbre d’hélice utilisant de la vapeur fournie par deux chaudières à tubes d'eau au charbon. Les moteurs développaient une puissance totale de 2500 chevaux (1900 kW) et étaient conçus pour une vitesse maximale de 10 nœuds (19 km/h), bien que les navires se soient avérés beaucoup plus lents. Le Prince Eugene atteignit une vitesse maximale de 7,6 nœuds (14,1 km/h) lors de ses essais en mer. Le navire avait une autonomie de 1100 milles marins (2000 km) à une vitesse de croisière de 6,5 nœuds (12,0 km/h).
Les navires étaient armés d’une paire de canons BL de 12 pouces (305 mm) Mk VIII dans une seule tourelle à deux canons. La tourelle du Prince Eugene a été prise sur le vieux cuirassé pré-dreadnought HMS Hannibal. L’armement antiaérien se composait d’un canon de 76 mm et d’un canon de 40 mm sur des supports à angle élevé.

## Carrière
Le Prince Eugene a été le seul navire de la Royal Navy à porter le nom du général Eugène de Savoie-Carignan. Le navire a été mis en chantier le 1er février 1915 au chantier naval Harland and Wolff de Govan, lancé le 14 juillet et mis en service le 2 septembre.
Au cours d’un carénage de décembre 1917 à mars 1918, le Prince Eugene a été modifié pour recevoir un seul canon de 18 pouces (457 mm) dans un affût à rotation limitée à l’arrière de sa cheminée. La livraison des affûts a été lente et le navire n’avait pas encore reçu le sien à la fin de la guerre, en novembre 1918. Le Prince Eugene a été désarmé au début de 1919 et a été vendu à la ferraille le 9 mai 1921. Il arriva chez Thos. W. Ward à Preston (Lancashire), le 10 août 1923 pour commencer sa démolition.